# ام. ۲ هاوک
ام. ۲ هاوک (به انگلیسی: Miles_Hawk) یک هواگرد ملخ‌پیشین تک‌موتوره از نوع تک باله دو سرنشینه سبک ساخت شرکت Miles Aircraft Limited است. هواگرد ام. ۲ هاوک نخستین پروازش را در ۲۹ مارس ۱۹۳۳ میلادی انجام داد. در مجموع، تعداد ۴۷ فروند از این هواگرد ساخته شده‌است.
طراح این هواگرد، Frederick George Miles بود.